# Trzecia płeć (powieść)
Trzecia płeć – powieść Tadeusza Dołęgi-Mostowicza z 1934 roku. Wcześniej, od lipca 1933 roku, powieść była drukowana w odcinkach przez gazetę "Nowiny Codzienne".

## Treść
Anna Leszczowa, prawniczka z Poznania, żona bezrobotnego utracjusza, przybywa do Warszawy w poszukiwaniu pracy. Zostaje kierowniczką w agencji turystycznej "Mundus". Ze spokojem znosi upokorzenia, jakich nieustannie doświadcza w pracy, pamiętając, że jest jedyną żywicielką rodziny, że walczy o lepszy los dla swojej córeczki. Osamotniona, zdecydowana na rozwód ze zdradzającym ją mężem, szuka wsparcia u swoich krewniaczek – feministek, poznaje też nadzwyczaj inteligentnego i wrażliwego mężczyznę, który wydaje się być uosobieniem jej ideału męskości.